# Bajamonte Tiepolo
Bajamonte Tiepolo o Boemondo Tiepolo detto il Gran Cavaliere, (Venezia, ... – Croazia, 1328) è stato un rivoluzionario italiano della Repubblica di Venezia, figlio del patrizio Jacopo Scopulo Tiepolo e nipote dei dogi Jacopo Tiepolo e Lorenzo Tiepolo.

Stemma Tiepolo

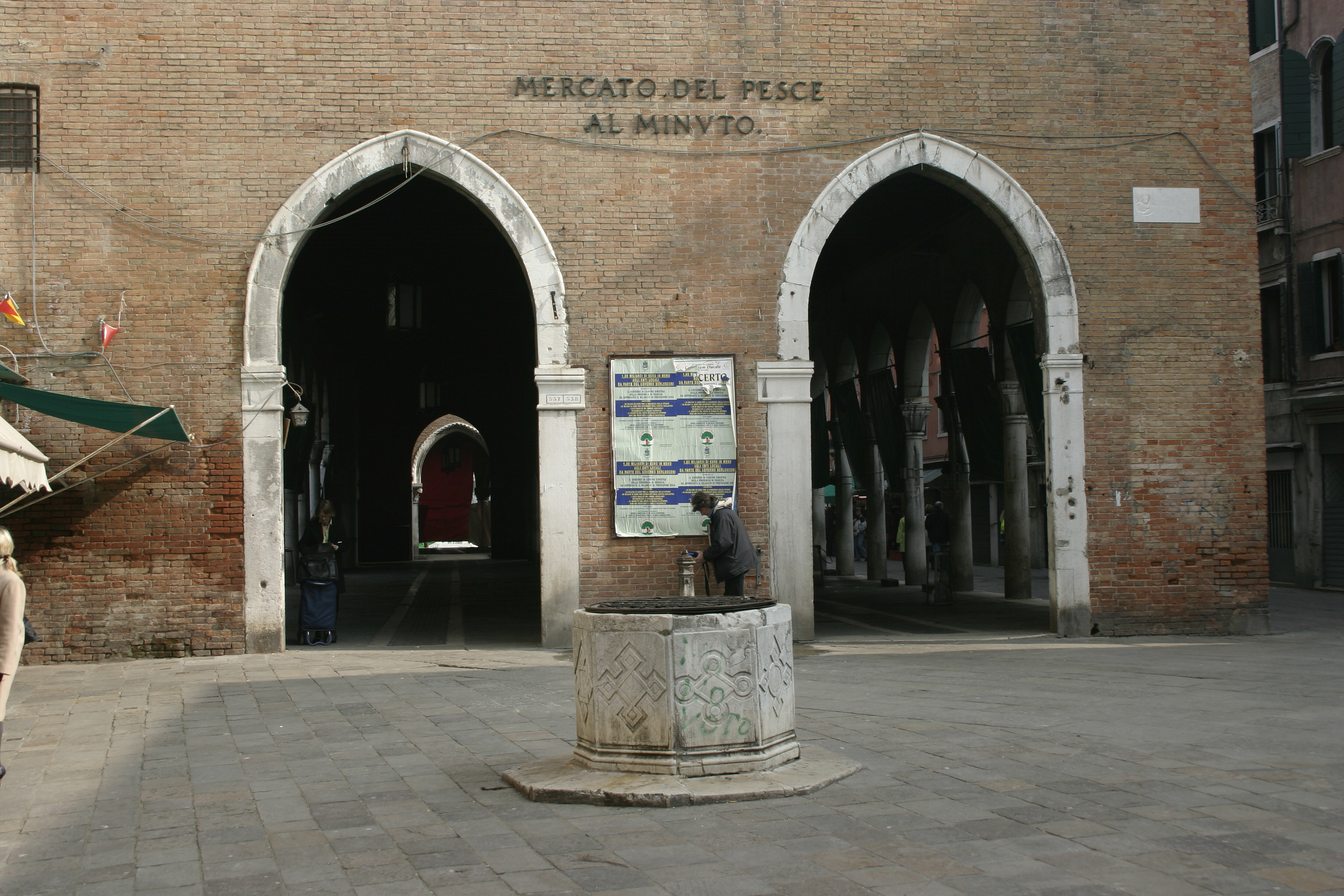
Le arcate del Mercato del Pesce rivolte verso il Campo delle Beccarie proverrebbero dal palazzo dei Querini, demolito dopo la loro partecipazione alla congiura.

Nel 1310 fu a capo di una congiura contro il governo della Serenissima Repubblica.

## Biografia

### Prima del 1310
Nobile amato e rispettato dal popolo (da qui il soprannome di Gran Cavaliere), discendeva dalla potente famiglia dei Tiepolo, che si era già fregiata di ben due dogi nel corso del Duecento: il bisnonno Jacopo e il nonno Lorenzo.
Il padre, Jacopo Scopulo, aveva visto sfumare nel 1289 l'elezione ducale in seguito ai contrasti politici tra la fazione aristocratica e quella più popolare della sua famiglia, finendo per consentire l'ascesa, malgradita da molti, del capo del partito aristocratico, Pietro Gradenigo: il padre di Bajamonte, deluso e sdegnato, si era ritirato nei suoi possedimenti senza più esser coinvolto nella vita politica in modo diretto ma continuando a sobillare i suoi partigiani.
La fazione al potere, lungi dall'accontentarsi del successo dell'elezione d'un suo rappresentante, era riuscita in breve tempo, a partire dalla Serrata del Maggior Consiglio del febbraio 1297, a far promulgare numerose leggi restrittive rispetto alla possibilità per le famiglie della classe media di poter ascendere al Maggior Consiglio e poter gestire direttamente il potere politico. I Tiepolo ed i Querini, che difendevano invece i diritti di queste ultime, presto si trovarono al centro dell'agone politico, incalzati da più parti dai membri del partito aristocratico, decisi a estrometterli dal potere.
Il 15 luglio 1300, Bajamonte, rientrato dalla reggenza delle colonie di Corone e Modone aveva dovuto subire un processo per l'accusa di indebita appropriazione di beni pubblici, finendo condannato al pagamento di una pesante ammenda, per la quale aveva dovuto chiedere a garanzia l'intervento del parente Michele Tiepolo e di altri, Francesco Longo, il vecchio Jacopo Querini, capo dell'omonima casata, Pietro Gussoni, Paolo da Mosto e Pietro Ziani, discendente dell'omonimo doge. Gravemente offeso per l'affronto, scelse di ritirarsi volontariamente nella propria villa di Marocco.
Nonostante nel 1302 fosse stato fatto membro della Quarantia, continuò a mantenersi a lungo distante dalla vita politica.
Nel 1309, in occasione degli scontri scoppiati durante l'elezione dei nuovi Consiglieri ducali, il padre di Bajamonte venne addirittura ferito. Anche il suocero Marco Querini aveva dovuto subire le rappresaglie degli aristocratici: accusato di codardia per la perdita della fortezza di Castel Tebaldo, nel corso della guerra di Ferrara, aveva rischiato una pesante condanna, dalla quale si era salvato solo col sostegno del clero e della popolazione. Né era andata meglio ad un altro Querini, il fratello del suocero Marco, Pietro, che era stato invece pesantemente multato per aver provocato un tumulto in Rialto.

### La congiura
Strette in un angolo, le famiglie Querini e Tiepolo meditavano vendetta. Marco Querini, nonostante l'opposizione del vecchio Jacopo, raccolse attorno a sé i capi della fazione popolare, motivandoli con discorsi nei quali si accusavano il doge Gradenigo e la sua fazione di essere la causa di tutti i mali veneziani: dalla sconfitta di Ferrara, alla scomunica papale, all'esclusione dal potere dei non facenti parte dell'aristocrazia. Tutti fatti che chiedevano una decisa prova di forza per liberare la città dall'oppressione aristocratica.

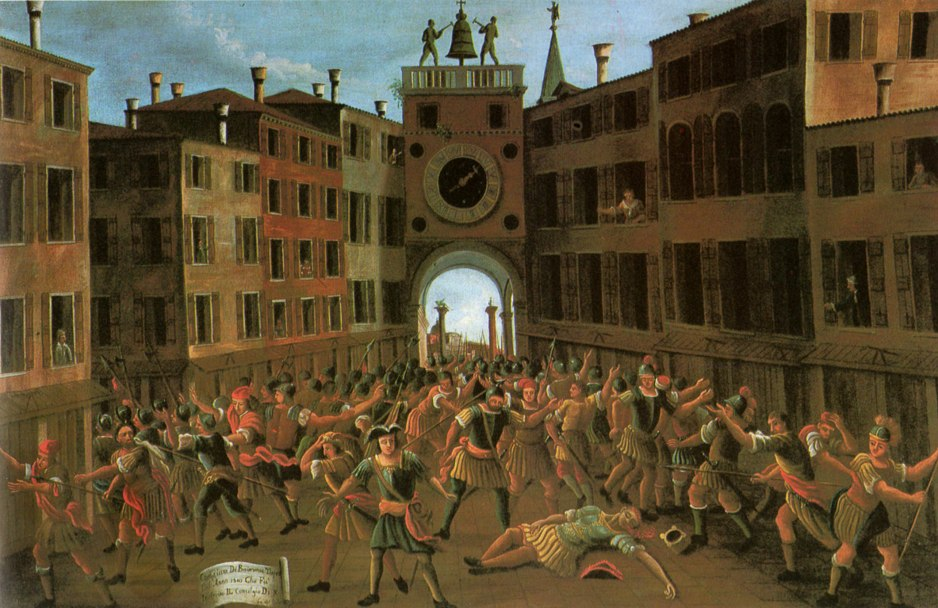
Gabriel Bella, La congiura di Bajamonte Tepolo

Prima di prendere qualunque decisione, però, il Querini richiamò Bajamonte dal volontario esilio per sfruttare il suo forte ascendente sul popolo. Capi della congiura erano Marco Querini, Bajamonte Tiepolo e Badoero Badoer. L'azione venne decisa per la notte tra il 14 ed il 15 giugno 1310: all'alba si sarebbe dato l'assalto a piazza San Marco e al Palazzo Ducale, con obbiettivo il massacro del Doge e dei suoi fedelissimi.

Nonostante al sorgere del sole del giorno prefissato una violenta tempesta imperversasse su Venezia, rendendo difficili gli spostamenti e rallentando l'arrivo dei rinforzi del Badoer dalla terraferma, Bajamonte e il suocero si misero alla testa delle due colonne di rivoltosi, puntando decisi verso la piazza, gridando Libertà e morte al doge Gradenigo. Giunti però nella piazza vi trovarono schierati il Doge, le guardie e i fedeli delle famiglie Morosini e Dandolo.
Nello scontro che ne nacque perirono immediatamente il suocero Marco e il cognato Benedetto, mentre i loro uomini si davano alla fuga; dal canto suo, la morte del proprio vessillifero colpito da un mortaio lasciato cadere dal davanzale da una vecchia e il conseguente sbandamento dei ribelli al cadere dell'insegna LIBERTAS ("libertà") costrinsero Bajamonte a ripiegare precipitosamente verso Rialto.

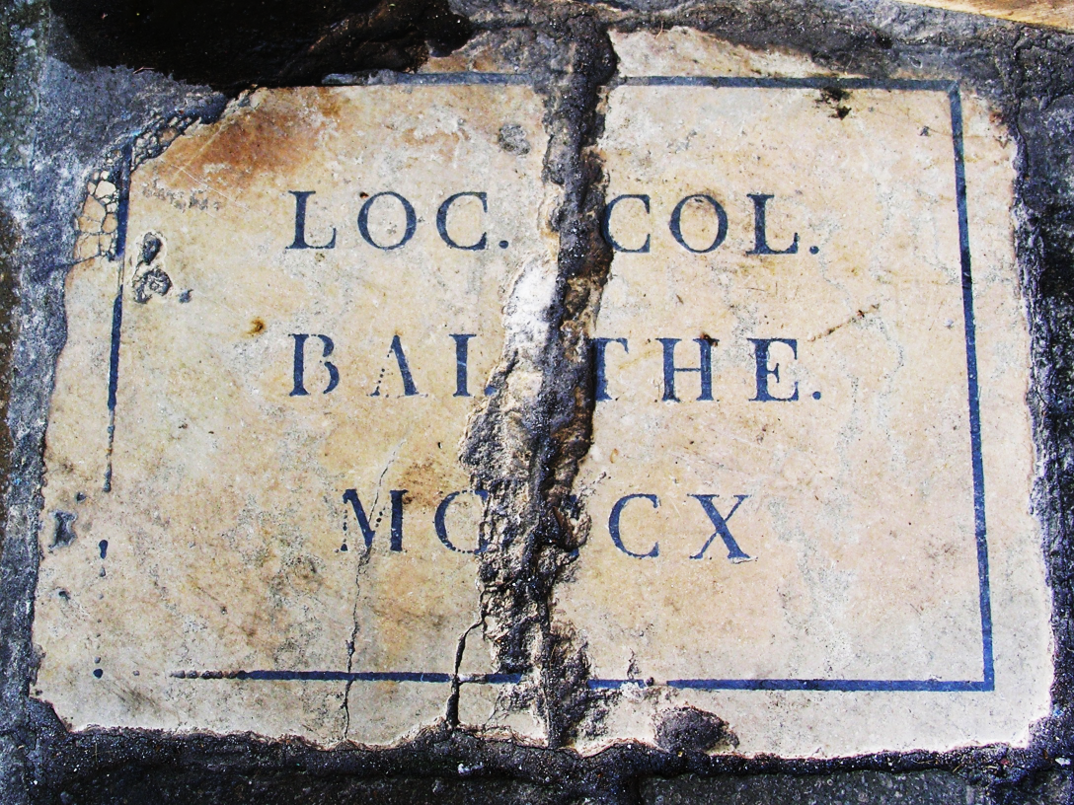
Lapide a Sant'Agostin

Asserragliatosi nella zona del mercato, dov'erano i palazzi dei Querini, dato alle fiamme il Ponte di Rialto per sbarrare il passo alle truppe del Doge, il Tiepolo si accinse a resistere, nella speranza dell'arrivo dei rinforzi del Badoer. La sconfitta e la cattura di quest'ultimo, però, convinsero infine Bajamonte ad accettare la proposta del Doge, portata dal consigliere Filippo Bellegno, di venire a patti, deponendo le armi e accettando l'esilio.
```
A seguito della repressione della congiura del 1310 di Bajamonte Tiepolo fu decisa la demolizione della casa del Tiepolo in parrocchia di Sant’Agostin.
```

Al  suo posto nel 1364 fu collocata una “colonna d’infamiaˮ. Adesso a memoria dell’evento rimane una pietra incisa sull’angolo di Campo Sant’Agostin con la scritta: “LOC. COL. / BAI. THE./ MCCCX” (ovvero: «Luogo della colonna di Bajamonte Tiepolo 1310»).

### L'esilio e gli ultimi anni
Il 17 giugno il Maggior Consiglio decretò per Bajamonte Tiepolo quattro anni di esilio in Schiavonia, a condizione di mantenersi lontano dalla turbolenta Zara e dai territori nemici della Repubblica. Poco dopo la sua casa di Sant'Agostin venne demolita e gli stipiti donati simbolicamente alla chiesa di San Vio, mentre il bando colpiva anche la moglie e gli altri parenti.
Nonostante la proibizione del Governo, Bajamonte, desideroso di ritornare a Venezia, già nei mesi successivi entrò in contatto con i nemici della Repubblica, viaggiando a Padova, Treviso, Rovigo e persino in Lombardia, sempre, però, tenuto d'occhio dalle spie della Repubblica. Il Venerdì Santo 16 aprile 1311, giunse a Padova, dov'erano riuniti a convegno con numerosi esponenti della famiglia Scrovegni, dei Carraresi e di altre nobili famiglie e gli ambasciatori dei Da Camino, per esporre la posizione propria e degli altri fuoriusciti veneziani e incassando da questi parole di sostegno e alleanza e la vaga promessa di uomini, ma senza nessun passo concreto.
Alla sola notizia del suo arrivo in Terraferma, frattanto, come riferiva uno dei convenuti, l'intero Dogado era stato percorso da un fermento, mentre venivano schierati ai confini soldati in armi.

Appena quattro mesi dopo il Tiepolo venne raggiunto dalla notizia della morte del doge Gradenigo, avvenuta il 13 agosto. Successero brevemente Marino Zorzi e poi, nel 1312, Giovanni Soranzo.
Privo dei sostegni promessi, isolato in Terraferma e ormai inviso alla popolazione per la collusione coi nemici di Venezia, il gruppo dei fuoriusciti, dopo essersi ritirato con il Tiepolo a Treviso, alla fine si disperse. Nel febbraio 1318, di fronte alle crescenti pressioni di Venezia, il comune trevisano ordinò a Bajamonte di lasciare la città, mentre in patria l'esilio veniva reso per lui perpetuo. Questi si recò dunque in Istria, dove la famiglia aveva numerosi possedimenti.
Nel 1320 Venezia riuscì a mettere le mani su uno dei fuoriusciti, Nicolò Querini, il quale venne giustiziato a Padova il 17 dicembre e la cui morte venne pubblicamente resa nota con bando pubblico a Rialto, mentre la moglie era costretta a prendere il velo. Nello stesso periodo Stefano Manolesso, che aveva avuto un incontro clandestino col Tiepolo, venne condannato alla pena capitale.

In quel periodo Bajamonte viaggiava in Dalmazia, dove la città di Zara lo aveva chiamato in qualità di arbitro per dirimere le questioni vertenti con Mladen II Bribirski, bano di Croazia. La Serenissima, però, che era signora di Zara, dichiarò nel 1321 nulle le decisioni di Bajamonte e del comune zaratino in quanto contrarie ai trattati di alleanza. La città dalmata non se ne curò.
Irritato, il 12 giugno il Consiglio dei Dieci, tribunale speciale costituito all'indomani della congiura per reprimere le sedizioni, ordinò al Provveditore di Dalmazia l'arresto di Bajamonte. Questi, che il 17 novembre aveva composto per Zara, incurante delle ambasciate veneziane, un nuovo arbitrato, questa volta per le contese con la Serbia, dovette infine darsi alla fuga, vagando da una città all'altra.
Caduto prigioniero del voivoda serbo Giorgio, riuscì a fuggire nuovamente a Zara, dove gli ambasciatori di Bologna gli offrirono di guidare le forze dei Guelfi.
Il 16 giugno 1325 il Consiglio dei Dieci ordinava quindi ai conti di Traù, Sebenico e Ragusa di tenersi all'erta, mentre a Zara e in tutte le città della Schiavonia veniva promulgato un editto che proibiva qualunque contatto con il traditore. Il 26 dicembre 1328 a Venezia si scopriva una nuova congiura, che portava all'arresto di numerose persone e, dato l'ennesimo coinvolgimento dei Querini, alla cattura dello stesso vecchio Jacopo e all'esilio di Andreolo Querini.

Il 31 gennaio 1329 venne infine dato ordine dai Dieci a Federico Dandolo di provvedere con qualunque mezzo all'eliminazione di Bajamonte Tiepolo.
Di lui non si sa molto di più se non che morì poco dopo. Brusegan ne colloca la morte presso parenti in località Rapia, in Croazia, nel 1328.

## Letteratura
La storia della congiura di Tiepolo ispirò numerose opere letterarie. Tra gli artisti che si cimentarono in testi ispirati al fatto storico si può ricordare lo scrittore spagnolo Francisco Martinez de la Rosa, che scrisse il dramma La congiura di Venezia (1830).